# Hîrtop (Grigoriopol)
Hîrtop (in russo Гыртоп)  è una città della Moldavia controllato dalla autoproclamata repubblica di Transnistria. È compreso nel distretto di Grigoriopol

## Località
Il comune è formato dall'insieme delle seguenti località:
- Hîrtop (Гыртоп)
- Bruslachi (Бруслаки)
- Marian (Мариян)
- Mocreachi (Мокряки)